# Екатерина Ивановна
Екатерина Ивановна (на руски: Екатерина Ивановна; на немски: Ekaterina Ivanovna Romanova; Catherine/Ekaterina;  25 юли 1692, Москва;  25 юни 1733, Санкт Петербург) е руска велика княгиня и чрез женитба херцогиня на Мекленбург-Шверин (1716 – 1728). Тя е баба на Иван VI (1740 – 1764), император (1740 – 1741).

## Живот
Тя е третата дъщеря на руския цар Иван V (1666 – 1696) и съпругата му Прасковя Салтикова (1664 – 1723), дъщеря на Фьодор Петрович Салтиков († 1697) и Анна Михайловна Татишчева. Внучка е на цар Алексей Романов (1629 -1676) и Мария Милославская (1625/1626 - 1668/1669). Нейната по-малка сестра е руската императрица (1730 – 1740) Анна Ивановна (1693 – 1740), омъжена на 31 октомври 1710 г. в Санкт Петербург за херцог Фридрих Вилхелм Кетлер (1692 – 1711). Екатерина е любимата дъщеря на майка си.
Екатерина Ивановна се омъжва на 19 април 1716 г. в Данциг за херцог Карл Леополд фон Мекленбург (* 26 ноември 1678; † 28 ноември 1747), вторият син на херцог Фридрих фон Мекленбург (1638 – 1688) и Кристина Вилхелмина фон Хесен-Хомбург (1653 – 1722). Той е брат на София Луиза (1685 – 1735), омъжена през 1706 г. за пруския крал Фридрих I (1657 – 1713). Тя е третата му съпруга. Бракът не е щастлив. Херцогът често е груб и дори брутален с нея. Катарина Ивановна заедно с дъщеря си го напуска през 1722 г. и се връща обратно в Русия.
Екатерина Ивановна умира на 25 юни 1733 г. в Санкт Петербург и е погребана до майка си в манастир „Александър Невски“.
- Карл Леополд фон Мекленбург
- Надгробната плоча на Екатерина Ивановна в манастир „Александър Невски“

## Деца
Екатерина Ивановна и Карл Леополд имат две деца:
- Елизабет фон Мекленбург-Шверин (от 1733 г. Анна Леополдовна) (* 18 декември 1718; † 18/19 март 1746), руска регентка, омъжена на 14 юли 1739 г. в Санкт Петербург за херцог Антон Улрих фон Брауншвайг-Волфенбютел (1714 – 1776); майка на Иван VI (1740 – 1764), император (1740 – 1741).
- син/дъщеря (*/† 18 януари 1722)